# Cuadro de distribución

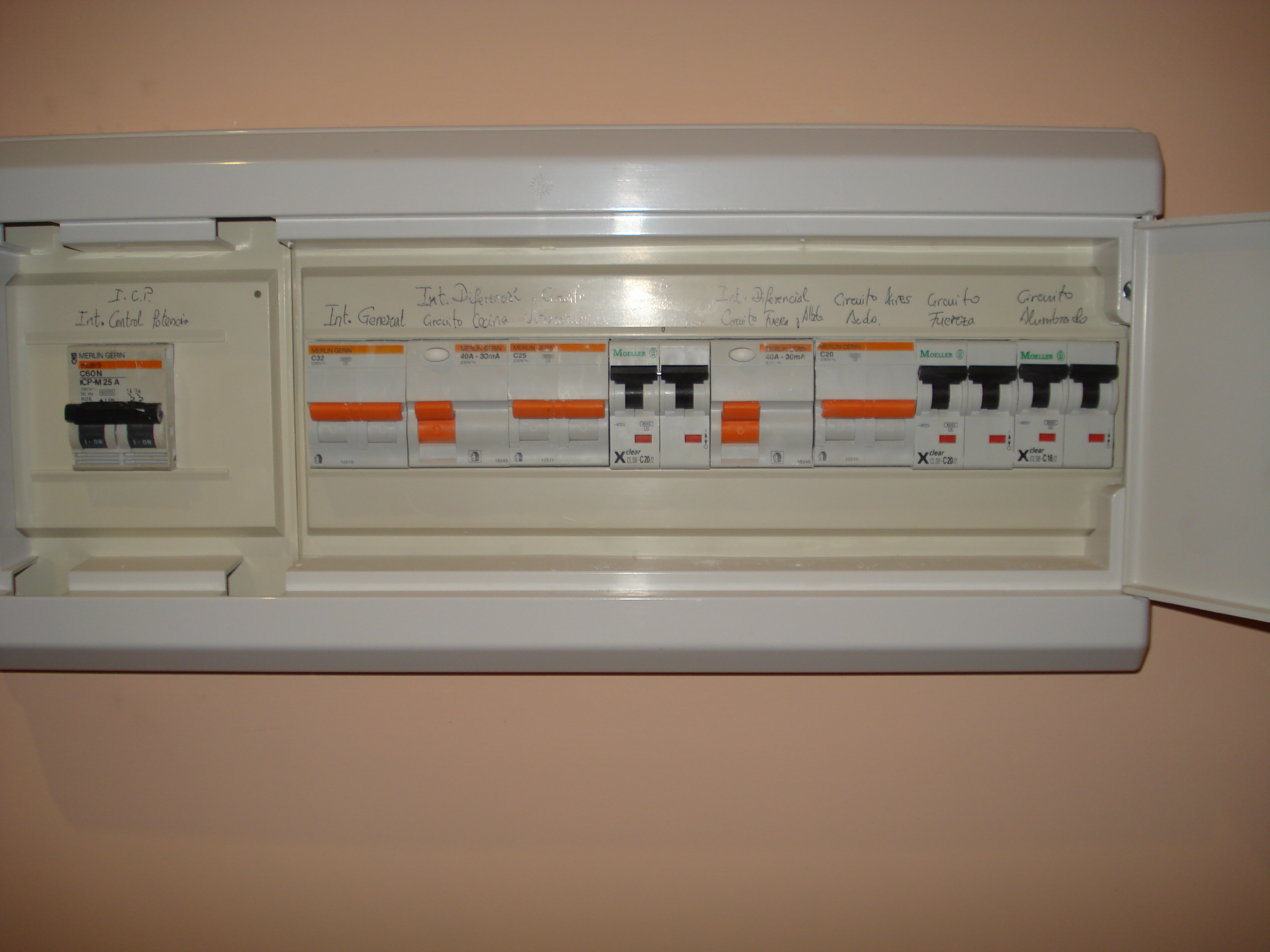
Cuadro de distribución en una vivienda.

Un cuadro de distribución, cuadro eléctrico, centro de carga o tablero de distribución es uno de los componentes principales de una instalación eléctrica, en él se protegen cada uno de los distintos circuitos en los que se divide la instalación a través de fusibles, protecciones magnetotérmicas y diferenciales. Al menos existe un cuadro principal por instalación, como ocurre en la mayoría de las viviendas, y desde este pueden alimentarse uno o más cuadros secundarios, como ocurre normalmente en instalaciones industriales y grandes comercios.

## Otros nombres
Los cuadros de distribución también se les llama como:
- Cuadro eléctrico
- Armario eléctrico
- Cuadro eléctrico de protección
- Cuadro de mando y protección
- Caja térmica eléctrica
- Tablero General

## Tipos
Según su instalación pueden ser:
- Empotrados: en el interior de muros o las propias máquinas o dispositivos que protegen
- De superficie: apoyados sobre distintas superficies.
- Mural: colocado en la pared